# Улица Уус-Садама
У́лица У́ус-Са́дама (эст. Uus-Sadama tänav — Новая Портовая улица) — улица в Таллине, столице Эстонии. 

## География
Пролегает в микрорайоне Садама городского района Кесклинн. Начинается недалеко от Нарвского шоссе, пересекается с улицами Туукри и Рейди-теэ и заканчивается рядом с терминалом D Таллинского пассажирского порта, на перекрёстке с улицей Лоотси.
Протяжённость — 396 м.

## История
Своё название улица получила в 1882 году (эст. Sadama uus uulits, нем. Neue Hafenstrasse). В начале XX века улица называлась Новая Гаванная улица, также Ново-Гаванская улица (нем. Neue Hafenstrasse).

## Общественный транспорт
По улице проходят маршруты городских автобусов № 2 и 20.

## Застройка
Улица имеет как историческую, так и современную застройку, в частности:
- дом 7 — семиэтажное здание, построено в 2006 году, учебный корпус Таллинского университета,
- дом 11 — шестиэтажный квартирный дом с коммерческими площадями и подземным этажом для парковки (2018);
- дом 14 — четырёхэтажный каменный дом с фасадом в стиле необарокко и мансардным этажом на углу с улицей Туукри, построен в 1924—1925 годах. Внесён в Государственный регистр памятников культуры Эстонии как памятник архитектуры[7].

Многофункциональное здание спроектировано Жаком Розенбаумом. Изначально имело угловой основной план и угловой парадный вход с двумя колоннами и сегментным фронтоном. Являлось гостиницей-клубом общества «Дом моряков» (Meremeeste Kodu) с театрально-кинозалом, рестораном, библиотекой, учебными аудиториями, банковской конторой, офисными и другими помещениями. Во времена ЭССР использовалось Эстонским морским пароходством. В 1973 году пристроен спортивный зал по проекту архитектора Антса Райда, в 2007 году существенно перестроенный. В начале 2000-х годов дом был приспособлен под административное здание Пограничной охраны Эстонской Республики; чердак и крыша были отремонтированы. В 2007 году был отремонтирован и отреставрирован фасад здания;
- дом 15 — трёхэтажный квартирный дом (1958);
- дом 16 — четырёхэтажный квартирный дом (1961);
- дом 19-3 — трёхэтажное административное здание (1966);
- дом 21/23/25 — четырёхэтажное гостиничное здание (1977);
- дом 22 — четырёхэтажный квартирный дом (1976).
- дом 24 — четырёхэтажное здание, построенное в 1996 году, D-терминал Таллинского пассажирского порта.

Улица Уус-Садама
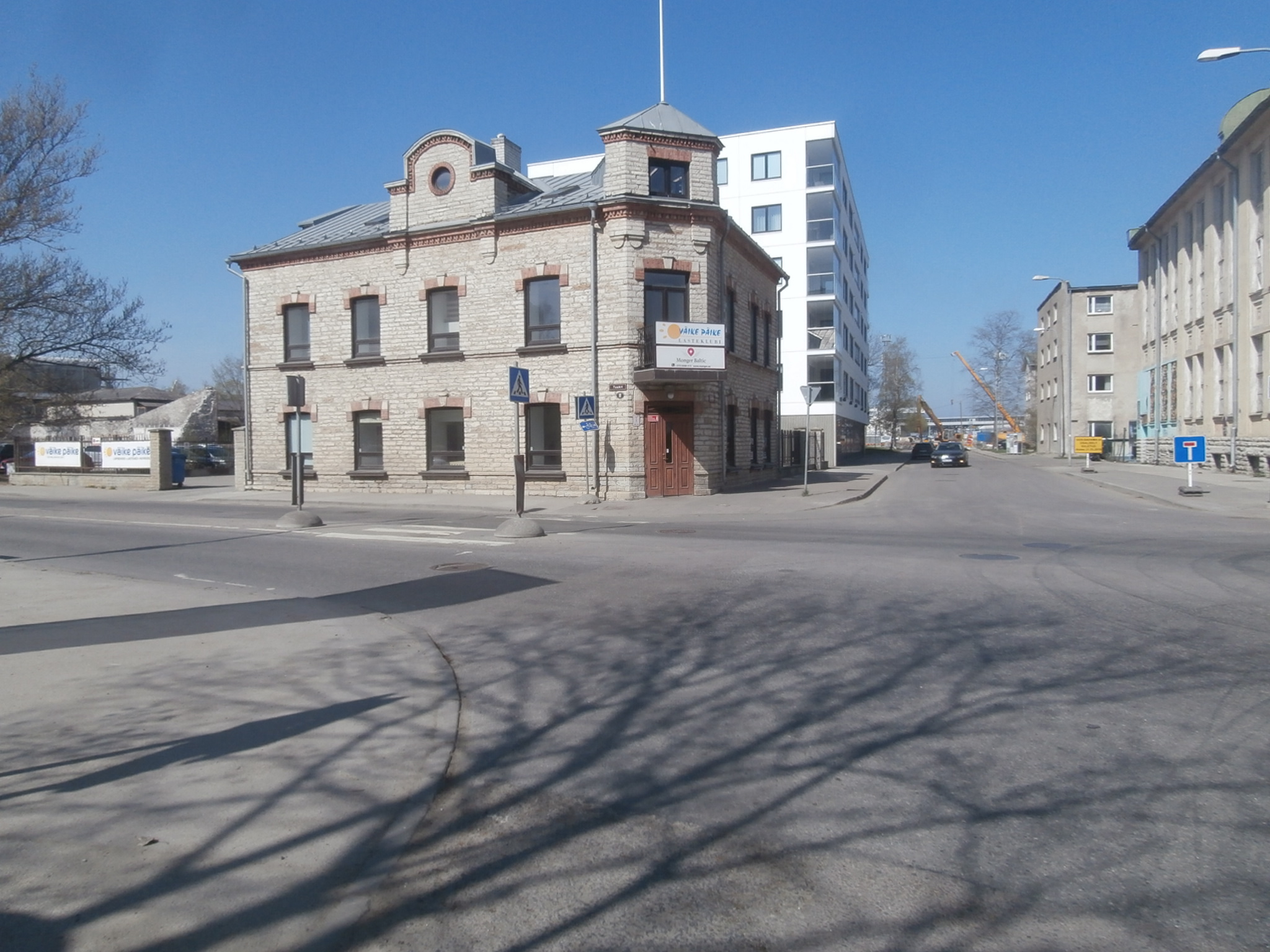
Перекрёсток с улицей Туукри
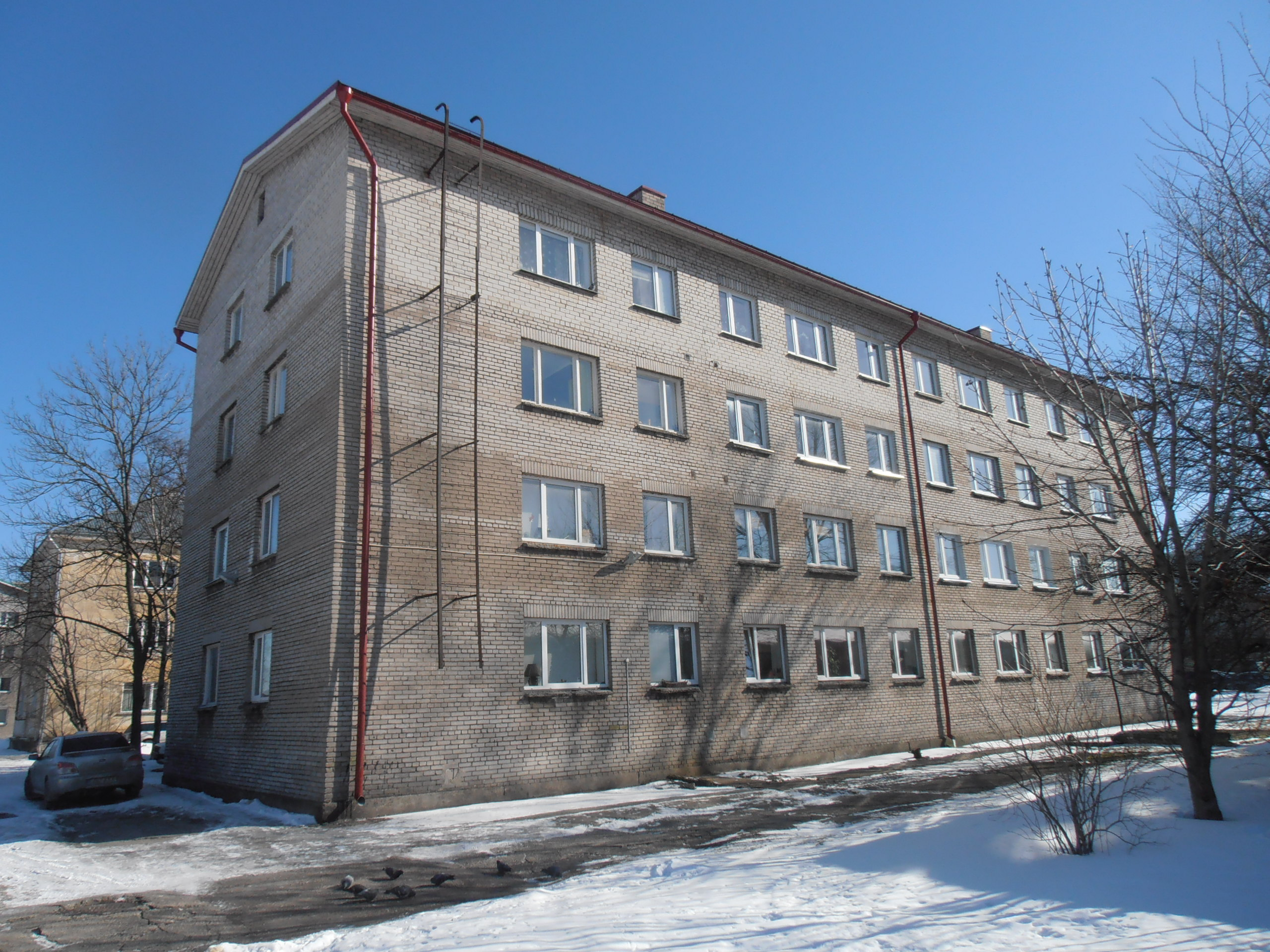
Дом 13
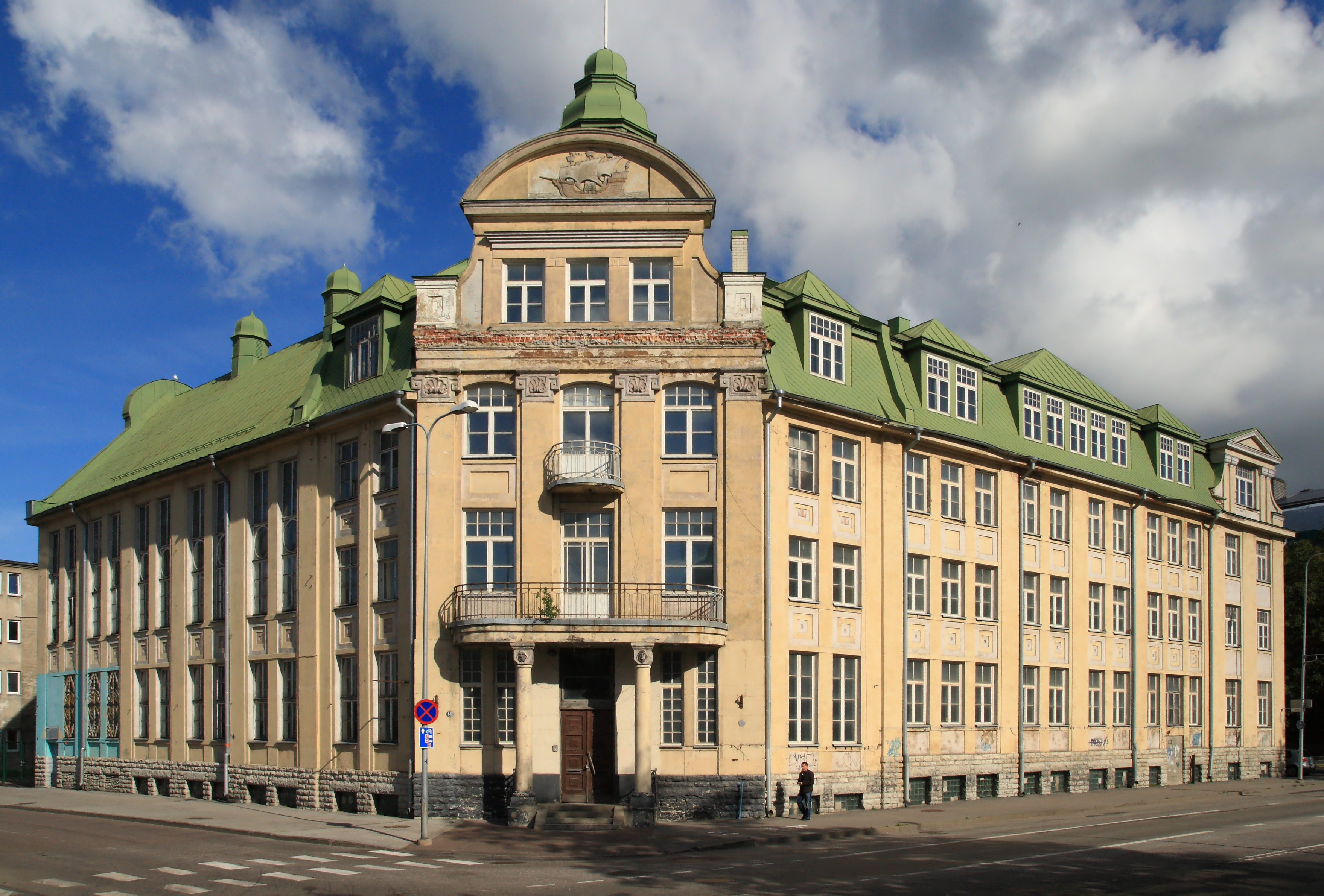
Дом 14 (памятник культуры) в 2011 году
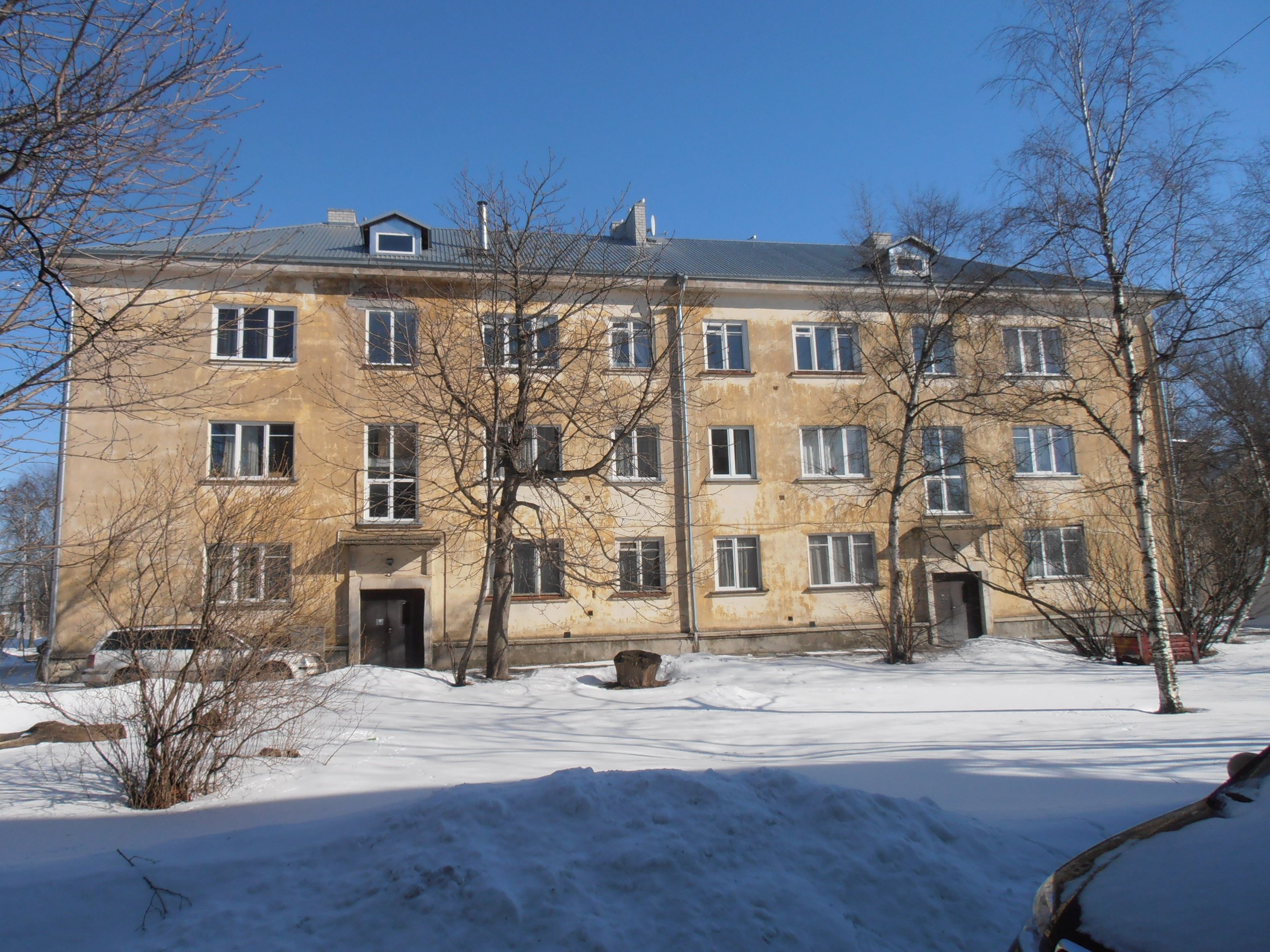
Дом 15
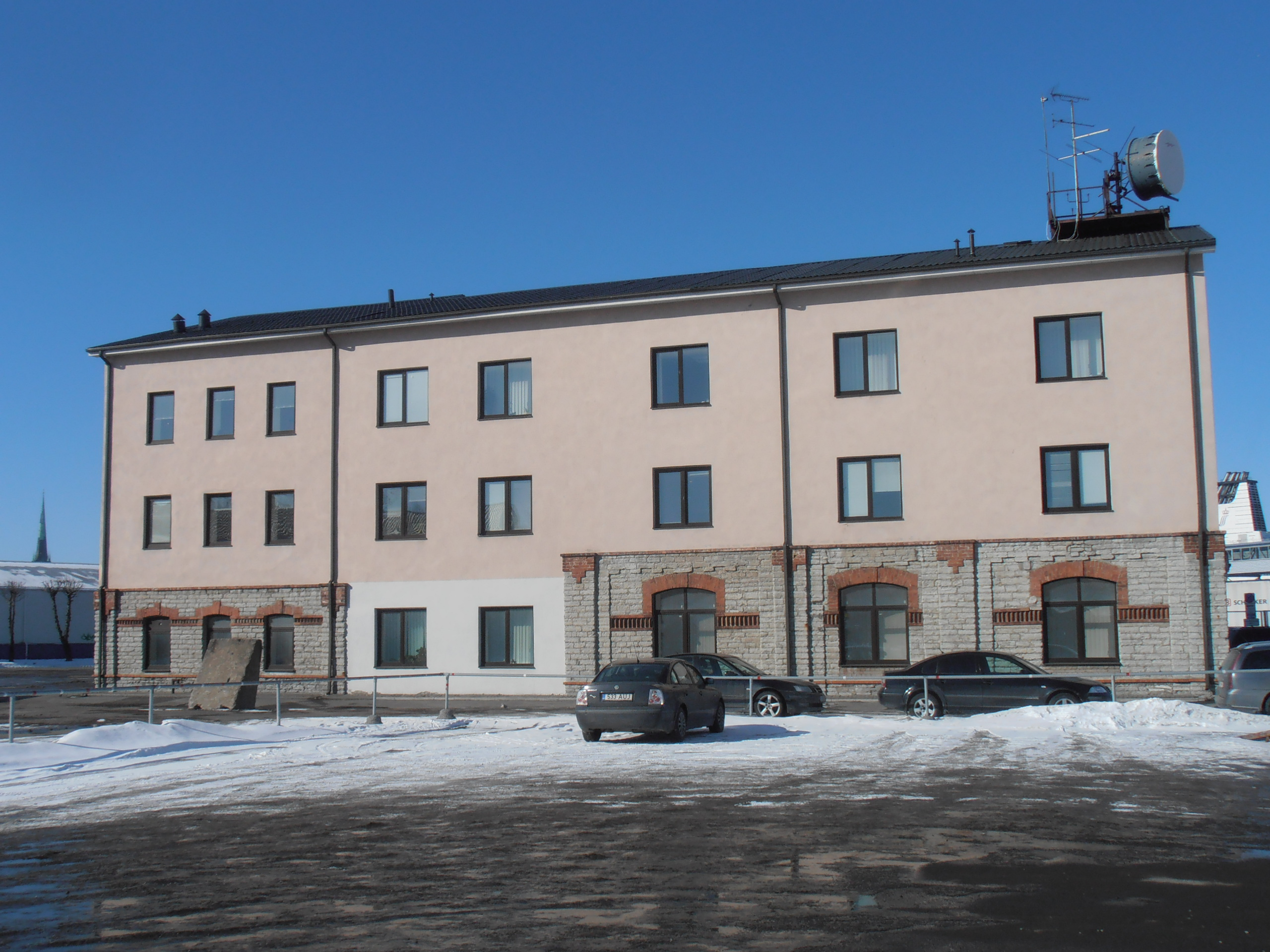
Дом 19-13
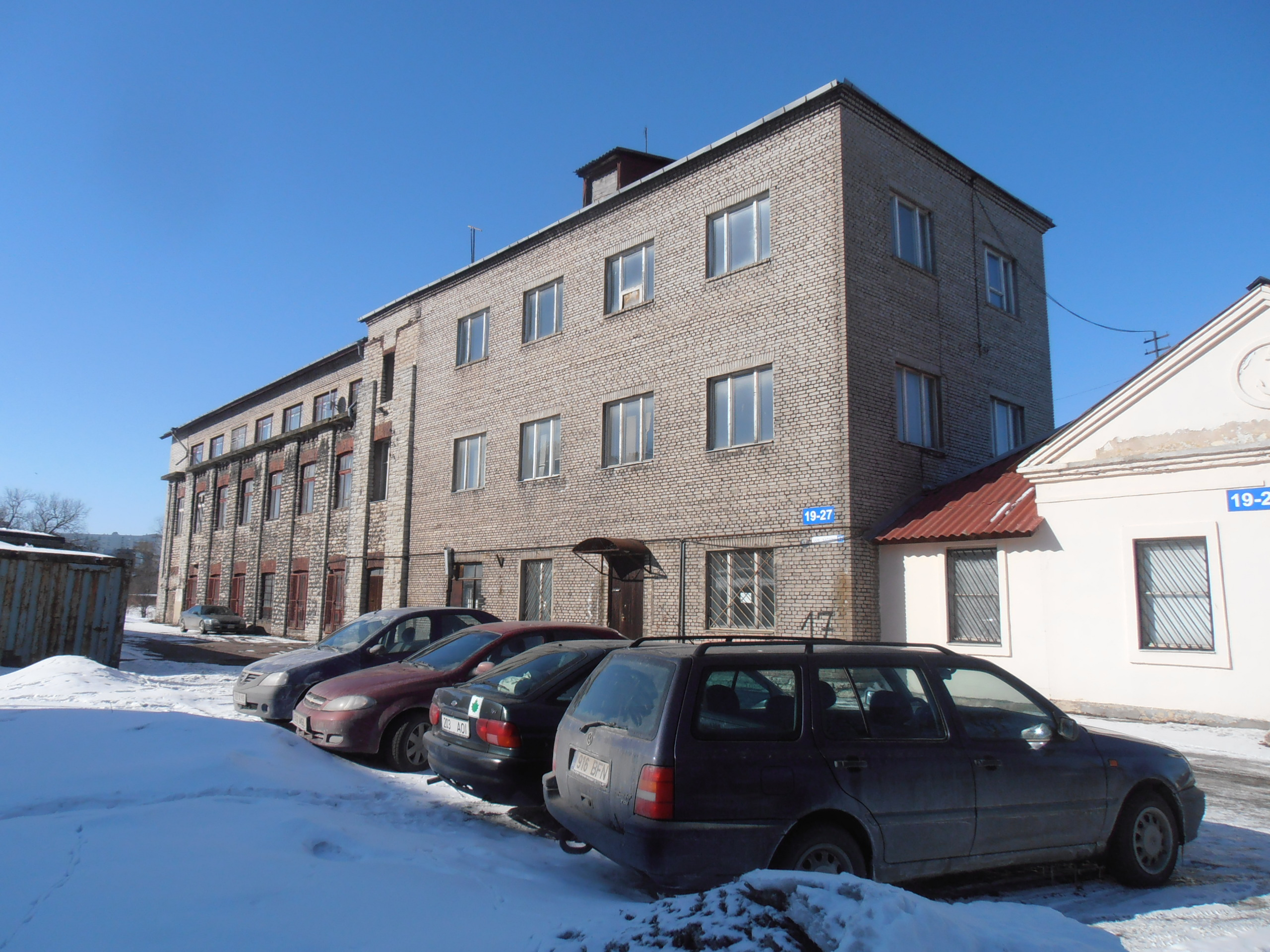
Дом 19-27
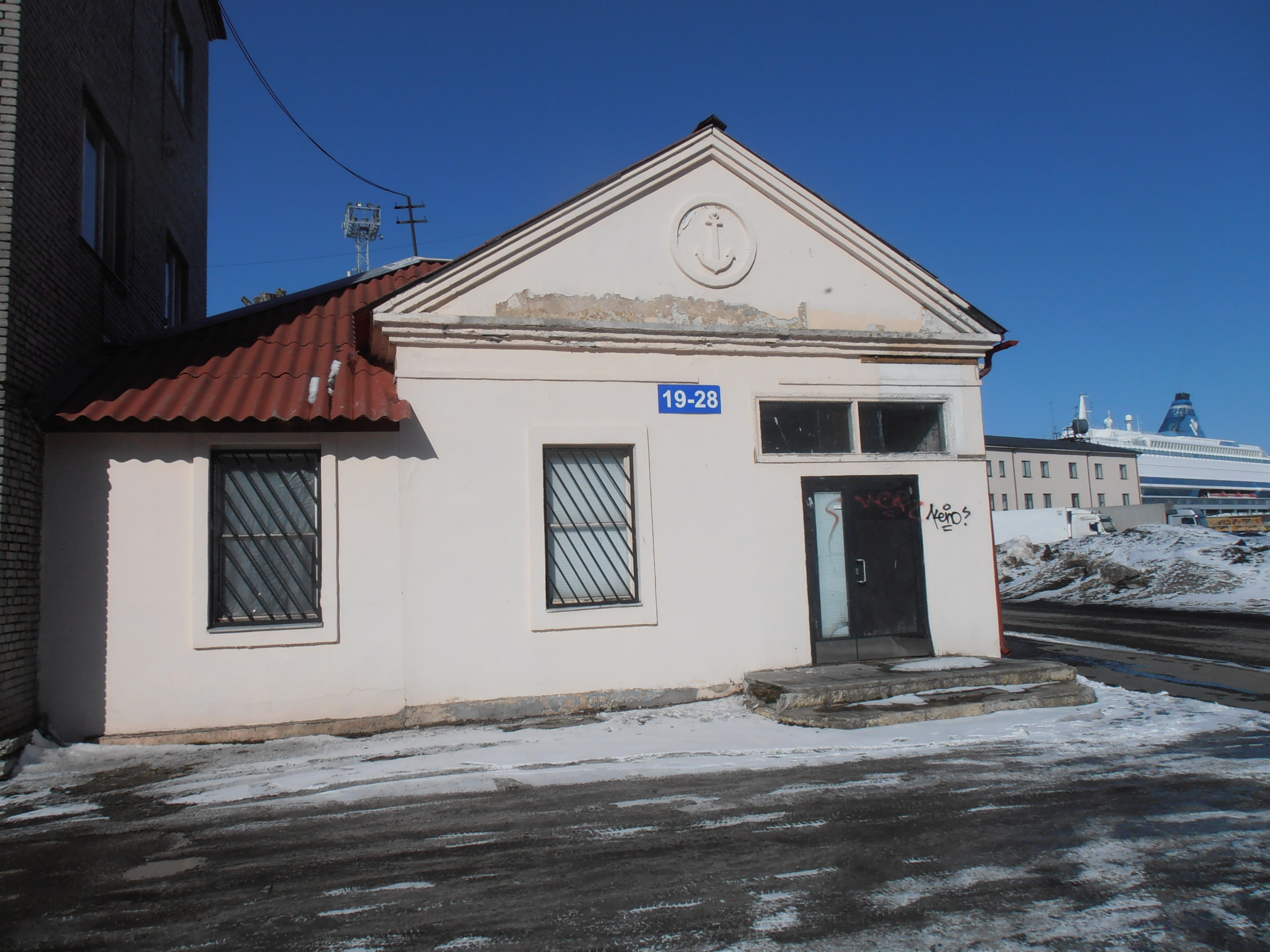
Дом 19-28
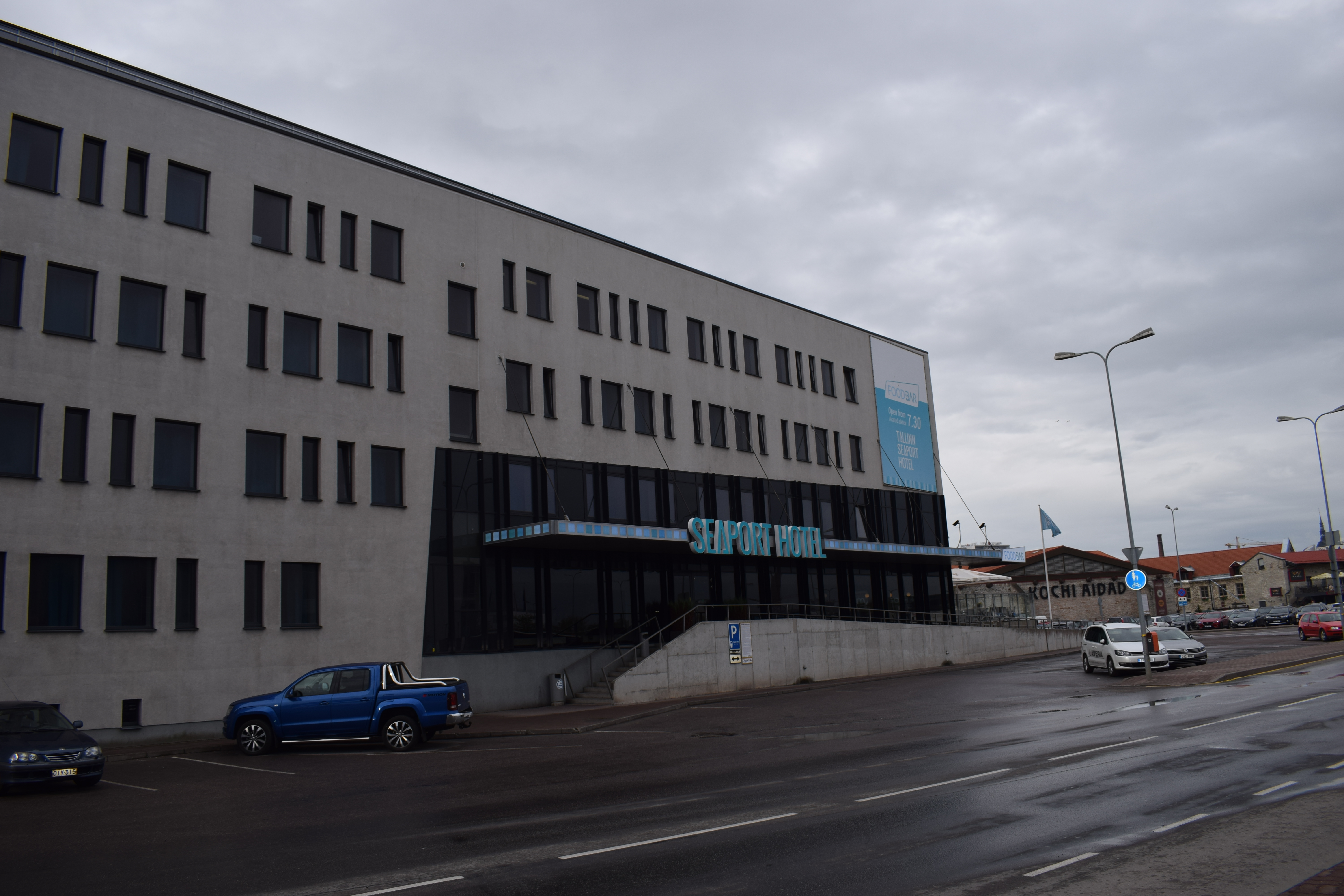
Дом 23, «Tallinn Seaport Hotel»
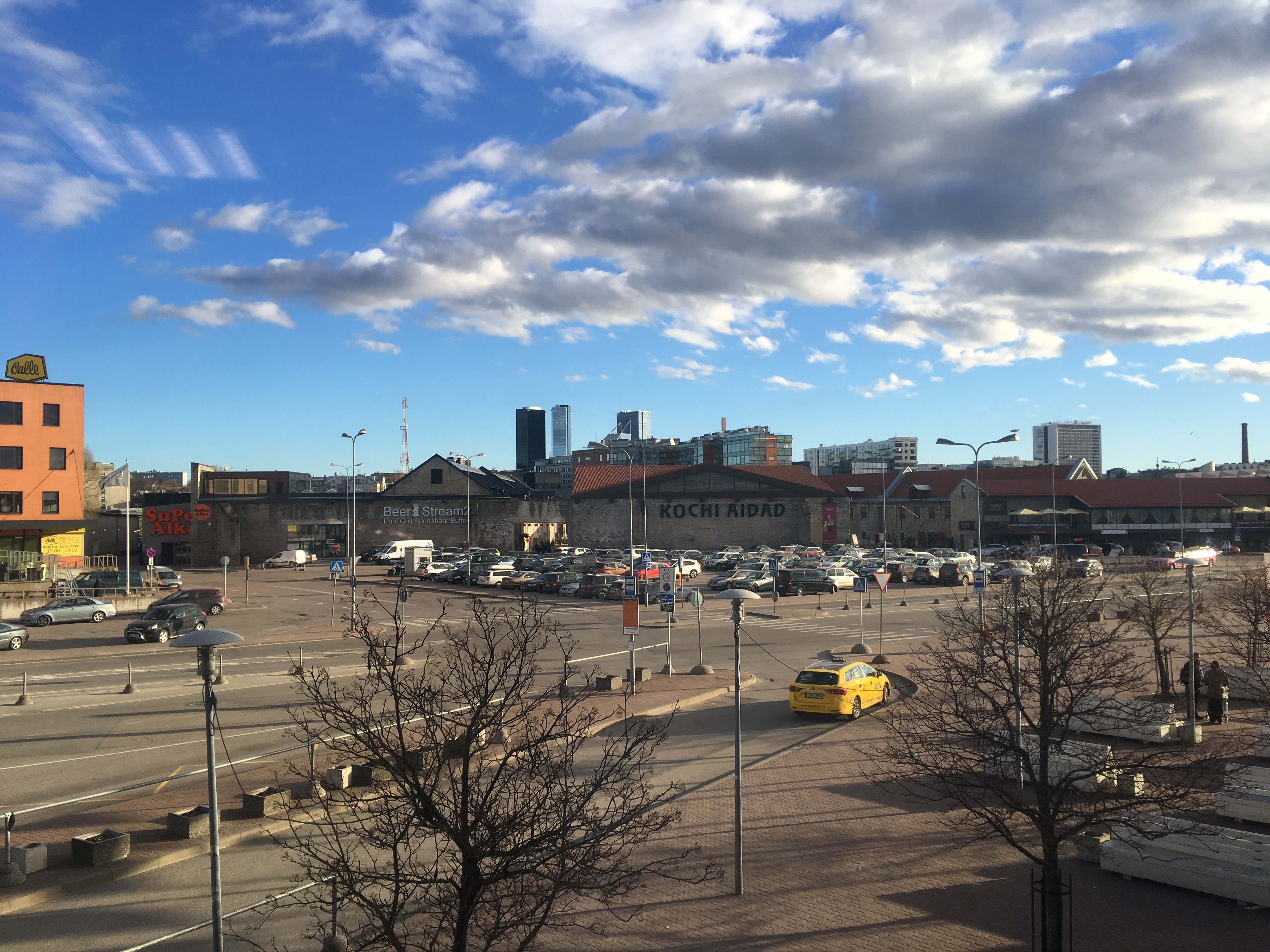
Вид на город со стороны терминала D
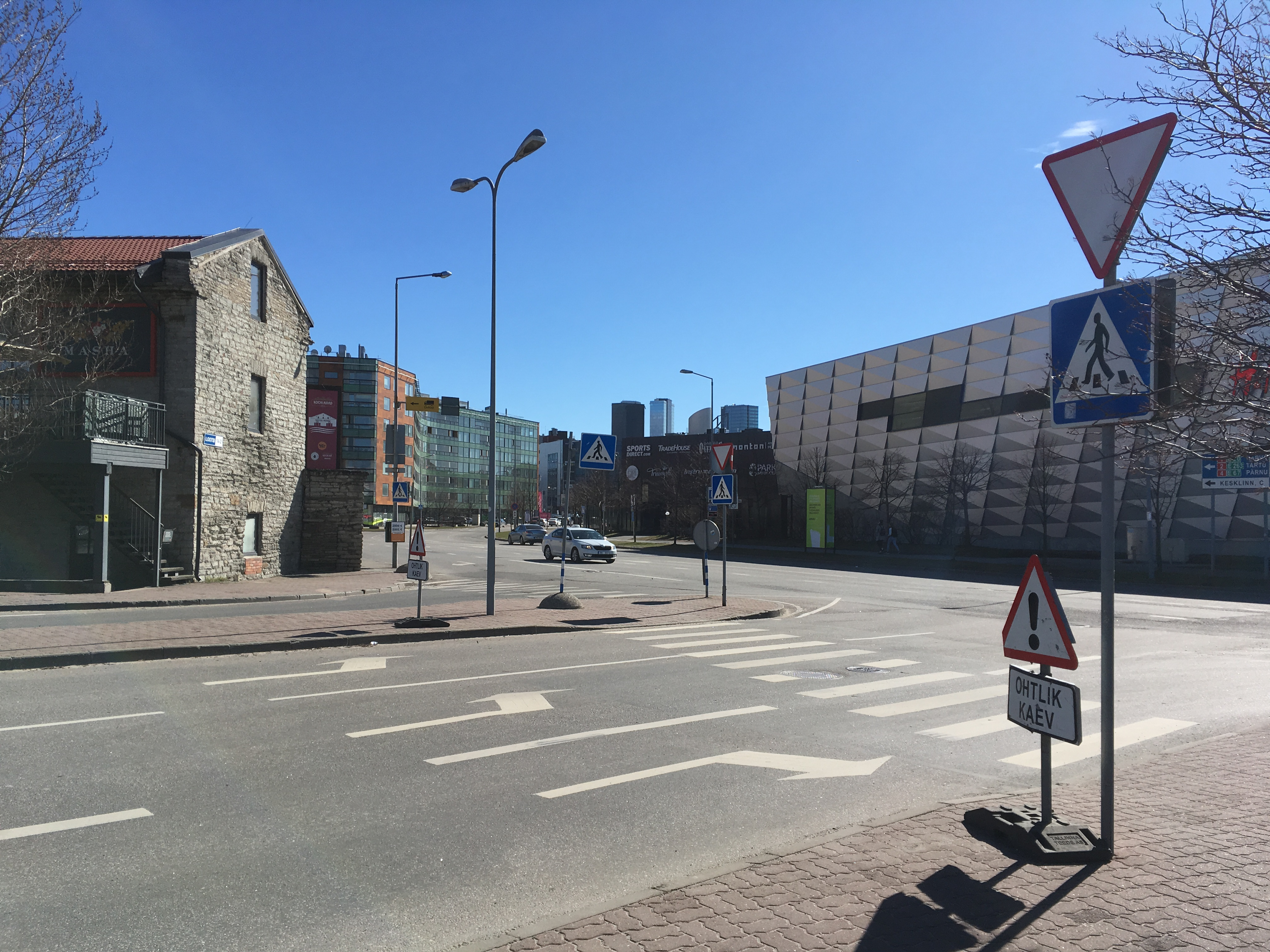
Конечный отрезок улицы (перекрёсток с улицей Лоотси)